# チャイルド・プレイ (1988年の映画)
『チャイルド・プレイ』（原題: Child's Play）は、トム・ホランド監督・共同脚本、デヴィッド・カーシュナー製作、ドン・マンシーニ原案・脚本による1988年のアメリカ合衆国のホラー映画である。『チャイルド・プレイ』シリーズの1作目であり、キャサリン・ヒックス、ダイナ・マノフ、クリス・サランドン、アレックス・ヴィンセント、ブラッド・ドゥーリフらが出演する。
1988年11月9日に北米で封切られ、製作費900万ドルながら全世界で4400万ドルを売り上げた。カルト的な支持を得て興業的に成功したことにより7本の続編映画が製作されたほか、コミックやゲームといった様々なメディアまでシリーズは派生し、さらに2019年にはリメイク版も公開、2021年10月からはテレビシリーズ『チャッキー』が放映され（日本では2022年6月より配信）、第3シーズンまで製作されている。

## あらすじ
1988年11月9日の夜、手配中の連続殺人犯のチャールズ・リー・レイは強盗に失敗した後、殺人課のマイク・ノリス刑事に追われてシカゴのサウスサイドの通りを走る。チャールズは相棒のエディに見捨てられてしまって玩具屋に逃げ込むが、マイクによって撃たれて致命傷を負ってしまう。死に間際のチャールズは、ハイチアン・ブードゥーの呪文を使って、自身の魂をグッドガイ人形へと移そうとする。直後に玩具屋に雷が落ち、爆発を逃れたマイクはチャールズの死体を発見する。後日、シングルマザーのカレン・バークレーはホームレスから人形（チャッキー）を購入し、6歳の息子のアンディに誕生日プレゼントとして与える。その夜、急な仕事を押しつけられたカレンは親友のマギー・ピーターソンにアンディの子守を頼む。マギーはアンディを人形と一緒にベッドに寝かしつけるが、その後に何者かによってハンマーで顔を殴られて窓から転落死してしまう。警察はアパートを捜索し、マイクはアンディが容疑者であると考える。ベッドに戻る前にアンディはチャッキーがマギーを殺したと主張する。カレンは怒って警察に帰るように言う。
翌朝、チャッキーはアンディに学校を抜け出させ、電車に乗せて裏切者のエディのもとへと向かわせる。アンディが離れている間にチャッキーはエディの隠れ家に侵入し、キッチンのオーブンのパイロットを消してガスを充満させる。キッチンからの物音を聞いたエディは発砲し、ガス爆発によって死亡する。アンディは容疑者とみなされ、精神病院に収容される。アパートに戻ったカレンが人形の箱を手に取ると中から電池が落下し、チャッキーはそれ無しで声を出していることを察する。不気味に感じたカレンはチャッキーに話すように言うと、彼はついに動き出し、カレンの腕に噛みついて負傷させた後にアパートから逃走する。カレンから顛末を聞かされたマイクは信じずに突き放したが、直後に彼もチャッキーの襲撃を受けて命からがら逃げ延びる。チャッキーは彼にブードゥーの秘術を指南したジョン・ビショップのもとを訪れる。ジョンはチャッキーに「人形に長く留まってしまうと、その性質が次第に人間に近づく」と説明する。ブードゥーの術を悪用したことを理由にジョンが協力を拒すると、チャッキーはブードゥーの呪術人形で彼を拷問する。ジョンが「人形に転移した後、最初に話した人間（アンディ）になら魂を再転移できる」ことを明かすと、チャッキーは彼にとどめを刺す。チャッキーが去った後に到着したカレンとマイクは、死に間際のジョンから「チャッキーの心臓は人間と同様であるため、そこが弱点であること」を教えられる。
病院でアンディは、チャッキーからの逃走を試みる。手術室に入り込んだアンディは、担当医のアードモア博士に見つかるが、その彼もチャッキーにより電気ショックマシンで殺害される。アンディはアパートに戻るが、追いかけてきたチャッキーにより気絶させられる。チャッキーは魂を移そうとするが、到着したカレンとマイクに妨害される。チャッキーはバットで応戦するが、カレンによって暖炉に投げ入れられ、アンディによって火だるまにされる。カレンとアンディは負傷したマイクを治療しようとするが、黒焦げとなったチャッキーはまだアンディを追い続ける。カレンはマイクの銃でチャッキーを撃ってバラバラにして死んだと思い込む。マイクの相棒のジャック・サントス刑事がアパートに到着すると、負傷したマイクのために救急車を呼ぶ。人形が命を持っているという3人の話を信じなかったジャックは、千切れた腕を操るチャッキーにより首を絞められる。格闘の末、チャッキーは心臓を撃たれてようやく絶命する。救急車が到着すると、マイクはカレンとジャックによって運ばれ、アンディはボロボロになったチャッキーの死体をじっと見つめた後にドアを閉める。

## キャスト
※括弧内は日本語吹替声優
- チャールズ・リー・レイ / チャッキーの声 - ブラッド・ドゥーリフ（鈴置洋孝）
- アンディ・バークレー（英語版） - アレックス・ヴィンセント（佐々木優子）
- カレン・バークレー - キャサリン・ヒックス（土井美加）
- マイク・ノリス刑事 - クリス・サランドン（屋良有作）
- マギー・ピーターソン - ダイナ・マノフ（英語版）（滝沢久美子）
- ジャック・サントス刑事 - トミー・スワードロー（英語版）（西村知道）
- アードモア博士 - ジャック・コーヴィン（英語版）（城山堅）
- ジョン・ビショップ - レイモンド・オリヴァー（笹岡繁蔵）
- エディ・カプート - ニール・ジュントーリ（英語版）
- 行商人 - フアン・ラミレス（青森伸）
- ウォルター・クリスウェル - アラン・ワイルダー（英語版）（喜多川拓郎）
- グッドガイ人形の声 - イーダン・グロス（堀絢子）

## 製作
『メンタル・フロス』のインタビューによると脚本家のドン・マンシーニはカリフォルニア大学ロサンゼルス校で映画を専攻中にこのコンセプトを初めて思いついた。彼は消費主義、キャベツ畑人形、『恐怖と戦慄の美女』、そして『トワイライト・ゾーン』のエピソード「殺してごめんなさい」に触発されたと説明している。またシリーズ7作品でプロデューサーを務めるデヴィッド・カーシュナーは『The Dollhouse Murders』を読んだ後にキラー・ドールを題材とした映画の製作を望んだのだと同インタビューで語った。さらに監督のトム・ホランドはマイ・バディ人形がチャッキーのデザインに影響を与えたことを認めている。
マンシーニのオリジナル脚本『Blood Buddy』は、激しく遊んだら出血する仕掛けの人形にアンディの血が混ざった結果、生命が宿り、アンディの怒りに反応して彼の敵に襲いかかるというものであった。オリジナル脚本は広告やテレビが子供に与える影響を扱ったフーダニット・ストーリーであり、アンディとチャッキーのどちらが殺人者であったのかが曖昧にされていた。
当初は後に『パペット・マスター』を製作するチャールズ・バンドが興味を示していた。最終的に脚本がユナイテッド・アーティスツに移るとジョン・ラフィアによりアンディのキャラクター性がより共感が持てるように書き直された。アフィアの初期案ではチャールズ・リー・レイは電気椅子により処刑された後に人形に魂が移るという内容であった。監督にはウィリアム・フリードキン、アーヴィン・カーシュナー、ロバート・ワイズ、ジョセフ・ルーベンと交渉され、最終的にはスティーヴン・スピルバーグの推薦でホランドが雇われた 。
チャッキーのフルネームであるチャールズ・リー・レイは著名な殺人鬼のチャールズ・マンソン、リー・ハーヴェイ・オズワルド、ジェームズ・アール・レイから取られている。
初期案ではマギーの死因は入浴中の感電であったが破棄され、後に『チャイルド・プレイ/チャッキーの花嫁』でのティファニーの死因に流用された。
当初は2時間に及ぶラフカット版でテストスクリーニングが行われたが、観客の反応は芳しくなかったため、ホランド、カーシュナー、マンシーニは大幅にカットして上映時間を短縮させた。また彼らはテスト版でのチャッキーの声がジェシカ・ウォルターであったことが不評の原因であったと考えた。

## 公開
北米では1988年11月9日に1377劇場で封切られ、初週末に658万3963ドルを売り上げて1位を獲得した。北米での累計興行収入は3324万4684ドル、海外では1095万2000ドル、全世界では4419万6684ドルである。

### 受賞とノミネート
| 賞         | 部門         | 候補                                               | 結果       |
| ---------- | ------------ | -------------------------------------------------- | ---------- |
| サターン賞 | 主演女優賞   | キャサリン・ヒックス                               | 受賞       |
| サターン賞 | ホラー映画賞 | 『チャイルド・プレイ』                             | ノミネート |
| サターン賞 | 若手俳優賞   | アレックス・ヴィンセント                           | ノミネート |
| サターン賞 | 脚本賞       | トム・ホランド、ジョン・ラフィア、ドン・マンシーニ | ノミネート |